# Técnica voltamétrica
La técnica voltamétrica es una técnica electroquímica en las que se aplica un determinado potencial eléctrico a un electrodo (denominado electrodo de trabajo) sumergido en una disolución que contiene una especie electroactiva y se mide la intensidad eléctrica que circula por este electrodo. La intensidad medida es función del potencial aplicado y de la concentración de la especie electroactiva presente.
Las técnicas voltamétricas tienen su origen en el año 1922, cuando el químico Jaroslav Heyrovsky desarrolló la polarografía, una técnica voltamétrica. Por esto recibió el Premio Nobel de Química en 1959. Se sigue empleando el término de polarografía para la voltametría que emplea electrodos de mercurio.
Según el tipo de barrido que se realice se distinguen varias técnicas. Las más usuales son las siguientes:
- Voltametría de barrido lineal
- Voltametría de ona cuadrada
- Voltametría de triangular o cíclica
- Voltametría de impulsos
  - Diferencial
  - De onda cuadrada
- Voltametría de redisolución
- Voltametría cíclica

Cuando se emplea un potencial constante y se mide la intensidad, la técnica se denomina amperometría. Si se mide la intensidad respecto al tiempo se habla de cronoamperometría.
- Datos: Q6154495